# Open eBook
Open eBook (OEB), o formalmente Open eBook Publication Structure (OEBPS), es un formato de libro digital basado en el lenguaje XML (eXtensible Markup Language) y destinado a normalizar el contenido, la estructura y la presentación de los libros digitales. En la actualidad (2018) es un formato de libro electrónico heredado (legacy), cuya última versión (1.2) se liberó en agosto de 2002. La que iba a ser su versión 2.0 fue lanzada en septiembre de 2007 por el International Digital Publishing Forum dando  nacimiento al formato EPUB (por esta razón no existe una versión anterior a la 2.0 del formato ePub).
Open eBook estaba «basado principalmente en tecnología desarrollada por SoftBook Press» y en XML. OEB fue lanzado con una versión gratuita de dominio público y una versión completa para ser utilizada, con o sin DRM por la industria editorial. El formato OEBPS en su versión 1.0 fue lanzado en septiembre de 1999 por el 'Open eBook Forum'.
Open eBook es un archivo comprimido empaquetado con formato ZIP junto con un archivo MANIFEST. Dentro del paquete puede utilizarse un subconjunto de archivos formato XHTML, junto con CSS y metadatos en formato Dublin Core. La extensión por defecto del archivo es .opf (OEB Package Format).

## Historia
- Septiembre de 1999: liberada la versión 1.0 de OEBPS.[4]
- Julio de 2001: Versión 1.0.1[5]
- Agosto de 2002: Versión OEBPS 1.2[6] liberada
- Septiembre de 2007: OPS 2.0 (EPUB) sustituye a OEBPS 1.2

## Consorcio
Fundado en enero de 2000, el OeBF (Open eBook Forum) es un consorcio industrial internacional que reúne a constructores, informáticos, editores, libreros y especialistas digitales (85 miembros en 2002) para desarrollar el formato OeB y el OeBPS.

## Aplicaciones
El formato OeB se convierte en un estándar y sirve de base para otros formatos, por ejemplo el formato LIT (para el Microsoft Reader) o el formato PRC (para el Mobipocket Reader), para finalmente dar lugar al formato EPUB ampliamente utilizado en los lectores actuales.